# Reiji Miyajima
Reiji Miyajima (宮島 礼吏?, Miyajima Reiji; 15 dicembre 1985) è un fumettista giapponese.
È noto per le sue serie AKB49: Ren'ai kinshi jōrei e Rent a Girlfriend.

## Carriera

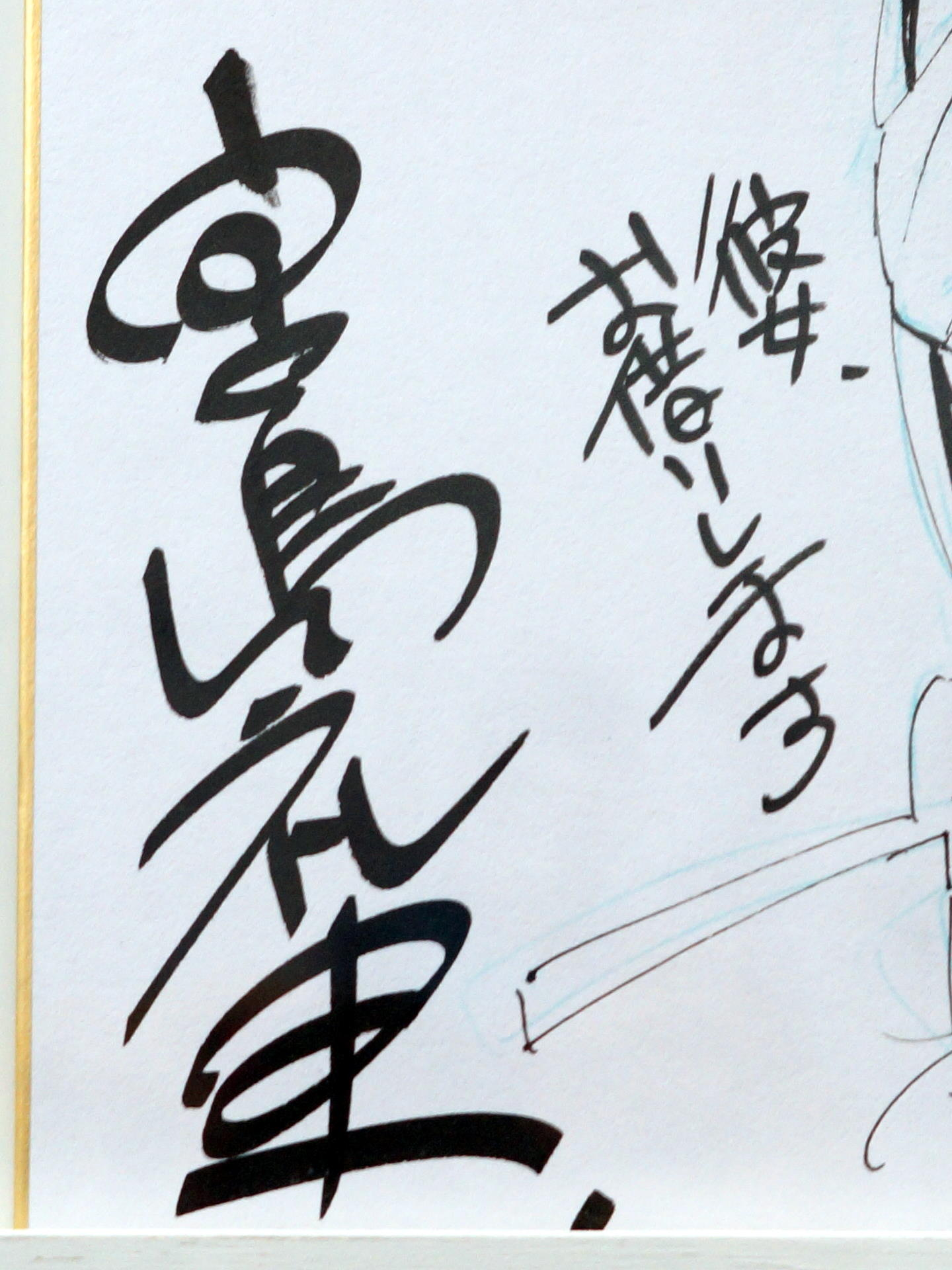
Firma del mangaka (sulla sinistra) con a fianco il titolo di Rent a Girlfriend

Nell'ottobre 2005, Reiji Miyajima ha ricevuto il Magazine Grand Prix Encouragement Award per il suo lavoro Sakka no Tensai. Nello stesso anno, ha ricevuto una menzione d'onore al 75° Weekly Shōnen Magazine Newcomer Manga Award per il suo manga one-shot Pool no Saboten. Nel 2008 ha pubblicato il suo secondo manga one-shot Icon in Magazine Special.
Miyajima ha iniziato su Weekly Shōnen Magazine illustrando la serie a breve termine Suzuki no Shiten nel 2009. L'anno successivo ha illustrato la serie AKB49: Ren'ai Kinshi Jōrei, basata sul gruppo idol giapponese AKB48. Nel 2017, Miyajima ha iniziato la serie manga Rent a Girlfriend, che ha avuto buoni risultati in Giappone. Da allora ha ricevuto un adattamento anime e un manga spin-off. Miyajima ha precedentemente lavorato come assistente per il manga Ace of Diamond.
Il mangaka ha anche curato la composizione della serie anime 22/7 ed ha anche scritto la storia originale per il suo adattamento manga, 22/7 +α, che è stato serializzato su Sunday Webry.

## Lavori

### Manga
- Suzuki no Shiten (鈴木の視点?) (2009, scritto da Shigemitsu Harada; serializzato su Weekly Shōnen Magazine)[4]
- AKB49: Ren'ai Kinshi Jōrei (AKB49〜恋愛禁止条例〜?) (2010-2016, scritto da Motoazabu Factory; serializzato su Weekly Shōnen Magazine)[4]
- Mononote: Edo Shinobi Kagyō (もののて～江戸忍稼業～?) (2016-2017, serializzato su Weekly Shōnen Magazine)[12]
- Rent a Girlfriend (彼女、お借りします?, Kanojo, Okarishimasu) (2017 - in corso, serializzato su Weekly Shōnen Magazine)[5]
- 22/7 +α (2020, disegnato da Nao Kasai; serializzato su Sunday Webry)[11]
- Kanojo, hitomishirimasu (彼女、人見知ります?) (2020 - in corso, serializzato su Magazine Pocket)[8]
- The Shiunji Family Children (紫雲寺家の子供たち?) (2022 - in corso, serializzato su Young Animal)[13]

#### One-shot
- Pool no Saboten (プールの仙人掌?) (2005)[2]
- Icon (アイコン?) (2008, pubblicato su Magazine Special)[3]
- Kanojo, Tensei Shimasu (彼女、転生します?) (2020, pubblicato su Weekly Shōnen Magazine)[14]

### Anime
- 22/7 (ナナブンノニジュウニ?, Nanabun no Nijūni) (2020, composizione della serie)[10]